# ФК «Спартак» Москва в сезоне 1990
Сезон 1990 года стал для ФК «Спартак» Москва 69-м в его истории.
Вступив в 1990 год чемпионом, в конце его «Спартак» свои полномочия сдал, до последнего тура команда претендовала на серебро, но осечки на финише оставили красно-белых без медалей — 5-е место. Подопечные Олега Романцева хорошо выступили в Кубке европейских чемпионов, переиграв пражскую «Спарту» и итальянский «Наполи» во главе с самим Марадоной. А в розыгрыше Кубка СССР 1990/91 спартаковцы прошли рижскую «Даугаву», московское «Динамо» и пробились в четвертьфинал.
Перед самым стартом чемпионата СССР, турнир покинули «Динамо» (Тбилиси), «Гурия» (Ланчхути), а также вильнюсский «Жальгирис». Таким образом в высшей лиге осталось лишь 13 команд. «Спартак» же в том году серьёзно обновил состав, в зарубежные клубы уехали футболисты, которые много лет определяли игру команды. Ещё летом-89 во французский «Ред Стар» перешёл Александр Бубнов, а летом 90-го к нему во Франции присоединились Сергей Родионов и Фёдор Черенков. Евгений Кузнецов пополнил состав шведский «Норрчёпинг», Виктор Пасулько — немецкую «Фортуну», Алексей Прудников — югославский «Вележ», Александр Бокий и Борис Кузнецов — чешские «Сигму» и «Жилину». Завершил выступление в «Спартаке» и Владимир Сочнов.
В «Спартак» перешли и многочисленные новички — Геннадий Перепаденко, Юрий Секинаев, Олег Имреков (все — одесский «Черноморец»), Валерий Карпин («Факел»), Андрей Тимошенко (минское «Динамо»), Валерий Попович (ЦСКА), Марат Дзоблаев (владикавказский «Спартак»), Евгений Бушманов («Шинник»). Из дубля к основному составу привлекли Олега Иванова и Дмитрия Хлестова.
Во втором туре в манеже спорткомплекса «Олимпийский» состоялся один из самых зрелищных матчей в истории союзных первенств. Спартаковцы сыграли с вернувшимся в высшую лигу ЦСКА, в котором победили счётом 5:4. В дебюте вперёд вышли красно-синие, но ещё в первом тайме действующие чемпионы страны обеспечили себе преимущество в два мяча. Однако хет-трик выступавшего за ЦСКА воспитанника спартаковской школы Игоря Корнеева опять сделал фаворитом команду Павла Садырина. На 72-й минуте на замену вышел новичок «Спартака» Валерий Карпин, после одного его навеса Сергей Фокин срезал мяч в собственные ворота, а второй замкнул Сергей Родионов.
Выиграв затем у «Памира», подопечные Романцева возглавили турнирную таблицу, но ненадолго, после обидных поражений от «Черноморца» и московского «Динамо» «Спартак» начал опускаться в таблице. 21 апреля спартаковцы забили шесть мячей харьковскому «Металлисту», а 6 мая проиграли в присутствии 85 тысяч зрителей, пришедших в «Лужники» на матч с киевским «Динамо». Спартаковцы открыли счёт, однако из-за невнятной игры в защите пропустили в ответ три гола и перед перерывом, вызванным чемпионатом мира в Италии, откатились на 5-е место.
Внутреннее первенство возобновилось в середине июля. «Спартак» убедительно переиграл «Торпедо» (2:0). Один из мячей забил Черенков, который после этого матча вместе с Родионовым отправился во французский «Ред Стар». От спада в игре «Спартак» спасло то, что прекрасную форму набрал Мостовой, москвичи даже какое-то время возглавляли таблицу. Медали были реальны до последнего тура, но финиш сезона «Спартак» провалил, проиграв в Душанбе в матче с «Памиром» (1:5) и ЦСКА (1:2) отбросили спартаковцев за черту призёров.
Завершив национальное первенство, «Спартак» ждал матч в Кубке европейских чемпионов с «Наполи» вместе с Диего Марадоной. До этого в 1/16 финала подопечные Романцева обыграли «Спарту». В Неаполе «Спартак» сыграл на самоотверженно. Василий Кульков персонально опекал Марадону, не дав тому продемонстрировать свои возможности. В воротах великолепно действовал Черчесов, а впереди отважно сражались Мостовой, Шалимов и Шмаров, не позволяя итальянским защитникам активно помогать игрокам атаки. Итогом же отчаянного противоборства стала нулевая ничья.
Визиту итальянцев в Москву предшествовали страсти вокруг Марадоны. Аргентинец вёл в Италии вольготный образ жизни и из-за этого порой не находил общего языка с тренерами. В результате в столицу Советского Союза Марадона прилител уже после одноклубников на личном самолёте и в первом тайме на поле он не вышел. Поначалу «Спартак» без проблем отбивался от атак гостей, но после выхода Диего Марадоны на замену во втором тайме стало гораздо сложнее. Московский клуб выстоял, а на исходе 120 минут табло в «Лужниках» зафиксировало нули. Спартаковцы Карпин, Шалимов, Шмаров, Кульков, Мостовой были точны, а итальянец Барони отправил мяч мимо ворот. В сезон 1991 «Спартак» шагнул четвертьфиналистом Кубка чемпионов.

## Команда

### Основной состав
| ?             | Станислав Черчесов   | Флаг СССР | 2 сентября 1963  | Локомотив (Москва)      |
| ?             | Михаил Кондратьев    | Флаг СССР | 24 октября 1972  | Спартак-Дубль (Москва)  |
| Защитники     |                      |           |                  |                         |
| ?             | Сергей Базулев       | Флаг СССР | 10 октября 1957  | Локомотив (Москва)      |
| ?             | Дмитрий Градиленко   | Флаг СССР | 11 августа 1969  | СКА Карпаты (Львов)     |
| ?             | Андрей Иванов        | Флаг СССР | 6 апреля 1967    | СКА (Хабаровск)         |
| ?             | Олег Кужлев          | Флаг СССР | 12 августа 1966  | Локомотив (Москва)      |
| ?             | Андрей Митин         | Флаг СССР | 28 июля 1965     | Локомотив (Москва)      |
| ?             | Геннадий Морозов     | Флаг СССР | 30 декабря 1962  | Динамо (Москва)         |
| ?             | Борис Поздняков      | Флаг СССР | 31 мая 1962      | Динамо (Москва)         |
| ?             | Валерий Попелнуха    | Флаг СССР | 6 апреля 1963    | Зенит (Ленинград)       |
| ?             | Дмитрий Попов        | Флаг СССР | 27 февраля 1967  | Шинник (Ярославль)      |
| ?             | Юрий Секинаев        | Флаг СССР | 17 апреля 1962   | Черноморец (Одесса)     |
| ?             | Юрий Суслопаров      | Флаг СССР | 14 августа 1958  | Торпедо (Москва)        |
| ?             | Дмитрий Хлестов      | Флаг СССР | 21 января 1971   | Спартак-Дубль (Москва)  |
| ?             | Александр Шибаев     | Флаг СССР | 15 сентября 1961 | Волга (Калинин)         |
| Полузащитники |                      |           |                  |                         |
| ?             | Евгений Бушманов     | Флаг СССР | 2 ноября 1971    | Шинник (Ярославль)      |
| ?             | Марат Дзоблаев       | Флаг СССР | 1 сентября 1966  | Спартак (Орджоникидзе)  |
| ?             | Олег Иванов          | Флаг СССР | 29 июля 1967     | Спартак-Дубль (Москва)  |
| ?             | Олег Имреков         | Флаг СССР | 10 июля 1962     | Черноморец (Одесса)     |
| ?             | Валерий Карпин       | Флаг СССР | 2 февраля 1969   | Факел (Воронеж)         |
| ?             | Василий Кульков      | Флаг СССР | 11 июня 1966     | Спартак (Орджоникидзе)  |
| ?             | Александр Мостовой   | Флаг СССР | 22 августа 1968  | Спартак-Дубль (Москва)  |
| ?             | Геннадий Перепаденко | Флаг СССР | 16 июня 1964     | Черноморец (Одесса)     |
| ?             | Владислав Новиков    | Флаг СССР | 6 сентября 1971  | Спартак-Дубль (Москва)  |
| ?             | Геннадий Сёмин       | Флаг СССР | 4 декабря 1967   | Красная Пресня (Москва) |
| ?             | Андрей Тимошенко     | Флаг СССР | 15 августа 1969  | Динамо (Минск)          |
| ?             | Фёдор Черенков       | Флаг СССР | 25 июля 1959     | Спартак-Дубль (Москва)  |
| ?             | Сергей Чудин         | Флаг СССР | 24 ноября 1973   | Спартак-Дубль (Москва)  |
| ?             | Игорь Шалимов        | Флаг СССР | 2 февраля 1969   | Спартак-Дубль (Москва)  |
| Нападающие    |                      |           |                  |                         |
| ?             | Азамат Абдураимов    | Флаг СССР | 17 апреля 1966   | Пахтакор (Ташкент)      |
| ?             | Валерий Попович      | Флаг СССР | 18 мая 1970      | ЦСКА (Москва)           |
| ?             | Сергей Родионов      | Флаг СССР | 3 сентября 1962  | Красная Пресня (Москва) |
| ?             | Валерий Шмаров       | Флаг СССР | 23 февраля 1965  | Факел (Воронеж)         |

## Чемпионат СССР 1990

### Итоговая таблица
| М     | Клуб                   | И  | В  | Н  | П  | М     | О  |
| ----- | ---------------------- | -- | -- | -- | -- | ----- | -- |
| 1     | «Динамо» Киев          | 24 | 14 | 6  | 4  | 44-20 | 34 |
| 2     | ЦСКА Москва            | 24 | 13 | 5  | 6  | 43-26 | 31 |
| 3     | «Динамо» Москва        | 24 | 12 | 7  | 5  | 27-24 | 31 |
| 4     | «Торпедо» Москва       | 24 | 13 | 4  | 7  | 28-24 | 30 |
| 5     | «Спартак» Москва       | 24 | 12 | 5  | 7  | 39-26 | 29 |
| 6     | «Днепр» Днепропетровск | 24 | 11 | 6  | 7  | 39-26 | 28 |
| 7     | «Арарат» Ереван        | 24 | 8  | 7  | 9  | 25-23 | 23 |
| 8     | «Шахтёр» Донецк        | 24 | 6  | 10 | 8  | 23-31 | 22 |
| 9     | «Черноморец» Одесса    | 24 | 8  | 3  | 13 | 23-29 | 19 |
| 10    | «Памир» Душанбе        | 24 | 7  | 4  | 13 | 26-34 | 18 |
| 11    | «Металлист» Харьков    | 24 | 5  | 8  | 11 | 13-28 | 18 |
| 12    | «Динамо» Минск         | 24 | 6  | 3  | 15 | 20-34 | 15 |
| 13    | «Ротор» Волгоград      | 24 | 4  | 6  | 14 | 14-39 | 14 |
| отказ | «Жальгирис» Вильнюс    |    |    |    |    |       |    |

- Нумерация туров может отличаться из-за переносов матчей.

### Первый круг
| 5 марта 1990 1 тур | Арарат (Ереван)   | 1:3 (0:2) | Спартак (Москва)                                 | Ереван                                                                |
| | Осипян 54′ (пен.) | отчёт     | 37′ (авт.) Карапетян · 37′ Шмаров · 78′ Родионов | Стадион: «Раздан» Зрителей: 23 700 Судья: М. Ступар (Ивано-Франковск) |
| Арарат (Ереван): Подшивалов, Сукиасян (Овсепян, 32), В. Хачатрян, Карапетян (А. Акопян, 46), Погосян, Енгибарян, Осипян, Меликян, Агасян, Маркосян, С. Акопян. Спартак (Москва): Черчесов, Суслопаров, Кульков, Морозов, Поздняков, Мостовой, Перепаденко, Шалимов, Шмаров, Черенков, Родионов (Карпин, 83). |                   |           |                                                  |                                                                       |

| 16 марта 1990 2 тур | Спартак (Москва)                                                    | 5:4 (3:2) | ЦСКА (Москва)                             | Москва                                                                 |
| | Перепаденко 17′ · Шмаров 20′ · Родионов 26′, 85′ · Фокин 82′ (авт.) | отчёт     | 11′ Брошин · 43′, 67′ (пен.), 74′ Корнеев | Стадион: СК «Олимпийский» Зрителей: 35 000 Судья: Ю. Савченко (Москва) |
| Спартак (Москва): Черчесов, Суслопаров, Кульков, Морозов, Поздняков, Мостовой, Перепаденко (Карпин, 72), Шалимов, Шмаров, Черенков, Родионов. ЦСКА (Москва): Шишкин, Д. Кузнецов (Янушевский, 64), Колотовкин, Быстров (Колесников, 46), Фокин, Малюков, Корнеев, Брошин, О. Сергеев, Татарчук, Галямин. |                                                                     |           |                                           |                                                                        |

| 24 марта 1990 3 тур | Спартак (Москва)    | 1:0 (1:0) | Памир (Душанбе) | Москва                                                                     |
| | Родионов 33′ (пен.) | отчёт     |                 | Стадион: СК «Олимпийский» Зрителей: 31 800 Судья: В. Медведский (Волжский) |
| Спартак (Москва): Черчесов, Суслопаров, Кульков, Морозов, Поздняков, Мостовой (Градиленко, 89), Перепаденко (Карпин, 84), Шалимов, Шмаров, Черенков, Родионов. Памир (Душанбе): Мананников, Фузайлов, Мухадов, Витютнев (Мандреко, 74), Рахимов, Постнов, Воловоденко, Батуренко, Базаров, Манасян (Забиров, 84), Мухамадиев. |                     |           |                 |                                                                            |

| 31 марта 1990 4 тур | Днепр (Днепропетровск) | 1:1 (0:0) | Спартак (Москва) | Днепропетровск                                                   |
| | Ледяхов 87′            | отчёт     | 85′ Шмаров       | Стадион: «Метеор» Зрителей: 17 000 Судья: В. Шароян (Октемберян) |
| Днепр (Днепропетровск): Краковский, Юдин, Ледяхов, Сидельников, Тищенко (к), Кудрицкий, Багмут, Бенько, Яровенко, А. Вал. Жидков (Плотников, 67), Червоный. Спартак (Москва): Черчесов, Суслопаров, Кульков, Морозов, Поздняков, Мостовой, Перепаденко (Карпин, 89), Шалимов, Шмаров, Черенков (к), Родионов. |                        |           |                  |                                                                  |

| 5 апреля 1990 5 тур | Черноморец (Одесса) | 1:0 (1:0) | Спартак (Москва) | Одесса                                                                           |
| 19:00 | Цымбаларь 6′        | отчёт     |                  | Стадион: Центральный стадион ЧМП Зрителей: 23 000 Судья: А. Румянцев (Ленинград) |
| Черноморец (Одесса): Гришко, Ю. Никифоров (Телесненко, 79), Шелепницкий, Ищак, Пучков, Спицын, Цымбаларь, Гецко, Имреков (А. Никифоров, 84), Кондратьев, В. Ерёмин. Спартак (Москва): Черчесов, Суслопаров, Кульков, Морозов, Поздняков, Мостовой, Карпин, Шалимов, Шмаров, Черенков, Родионов. |                     |           |                  |                                                                                  |

| 10 апреля 1990 6 тур | Спартак (Москва) | 1:2 (0:0) | Динамо (Москва)              | Москва                                                               |
| 18:30 MSK | Родионов 82′     | отчёт     | 71′ Пилипчук · 86′ С. Деркач | Стадион: СК «Олимпийский» Зрителей: 33 800 Судья: А. Спирин (Москва) |
| Спартак (Москва): Черчесов, Базулев, Кульков, Морозов, Поздняков, Мостовой, Перепаденко (Тимошенко, 76), Шалимов, Шмаров, Черенков (к), Родионов. Динамо (Москва): Уваров, Лосев (к), Скляров (Середа, 56), Мох, Чернышов, Кобелев, Смертин, С. Деркач, Процюк, Долгов, Кирьяков (Пилипчук, 66). |                  |           |                              |                                                                      |

| 21 апреля 1990 7 тур | Спартак (Москва)                                       | 6:0 (1:0) | Металлист (Харьков) | Москва                                                                |
| | Шмаров 32′, 50′ · Шалимов 54′, 78′ · Мостовой 74′, 87′ | отчёт     |                     | Стадион: СК «Олимпийский» Зрителей: 17 000 Судья: И. Гурман (Душанбе) |
| Спартак (Москва): Черчесов, Базулев, Кульков, Морозов, Поздняков (Хлестов, 75), Мостовой, Перепаденко, Шалимов, Шмаров, Черенков, Родионов (Тимошенко, 57). Металлист (Харьков): Дудка, Яловский, Щербак, Сусло, Ланцфер, Деревинский, Ал. Иванов (Кандауров, 65), Ралюченко, Якубовский, Тарасов (Призетко, 55), Баранов. |                                                        |           |                     |                                                                       |

| 29 апреля 1990 8 тур | Шахтёр (Донецк) | 0:0 (0:0) | Спартак (Москва) | Донецк                                                             |
| |                 | отчёт     |                  | Стадион: «Шахтёр» Зрителей: 28 000 Судья: В. Чехоев (Орджоникидзе) |
| Шахтёр (Донецк): Ковтун, Драгунов, Сопко, Ященко, Евсеев, Леонов, Канчельскис, Кобозев, Петров (Грачёв, 67), Онопко (Столовицкий, 78), С. Щербаков. Спартак (Москва): Черчесов, Базулев, Кульков, Морозов, Поздняков, Мостовой, Перепаденко, Шалимов, Шмаров, Черенков, Карпин. |                 |           |                  |                                                                    |

| 6 мая 1990 9 тур | Спартак (Москва) | 1:3 (1:0) | Динамо (Киев)                            | Москва                                                                            |
| 18:00 MSK | Шмаров 21′       | отчёт     | 56′ Саленко · 58′ Яремчук · 69′ Протасов | Стадион: «Центральный» им. В. И. Ленина Зрителей: 85 000 Судья: Р. Рагимов (Баку) |
| Спартак (Москва): Черчесов, Базулев, Кульков, Морозов, Поздняков, Мостовой, Перепаденко (Карпин, 30), Шалимов, Шмаров, Черенков, Родионов. Динамо (Киев): Чанов, Шматоваленко, Цвейба, О. Кузнецов, Демьяненко, Рац, Михайличенко, Литовченко, Саленко (Юран, 89), Протасов, Яремчук (Лужный, 85). |                  |           |                                          |                                                                                   |

| 11 мая 1990 10 тур | Спартак (Москва)          | 2:1 (0:1) | Динамо (Минск) | Москва                                                                                   |
| | Шмаров 58′ · Мостовой 61′ | отчёт     | 2′ Метлицкий   | Стадион: «Центральный» им. В. И. Ленина Зрителей: 15 000 Судья: В. Медведцкий (Волжский) |
| Спартак (Москва): Черчесов, Базулев, Кульков, Морозов, Поздняков, Мостовой, Дзоблаев (Карпин, 87), Шалимов, Шмаров, Черенков, Родионов. Динамо (Минск): Курбыко, Яхимович, Лесун, Силкин, Гуринович (Герасимец, 61), Зыгмантович, Антонович, Гомонов (Роднёнок, 67), Мархель, Метлицкий, Сокол. |                           |           |                |                                                                                          |

| 12 июля 1990 11 тур | Спартак (Москва)            | 2:0 (1:0) | Торпедо (Москва) | Москва                                                                               |
| | Мостовой 11′ · Черенков 47′ | отчёт     |                  | Стадион: «Центральный» им. В. И. Ленина Зрителей: 25 000 Судья: В. Филиппов (Москва) |
| Спартак (Москва): Черчесов, Базулев, Кульков, Морозов, Поздняков, Карпин (Градиленко, 88), Перепаденко, Шалимов, Шмаров, Черенков, Мостовой. Торпедо (Москва): Сарычев, Полукаров, Калайчев, Перевезенцев, Роговской, Гречнев (Шустиков, 20), Ю. Савичев, Дозморов (Гицелов, 58), Н. Савичев, Ширинбеков, Агашков. |                             |           |                  |                                                                                      |

| 16 июля 1990 12 тур | Ротор (Волгоград) | 0:2 (0:1) | Спартак (Москва)          | Волгоград                                                                          |
| |                   | отчёт     | 32′ Шмаров · 88′ Мостовой | Стадион: Центральный стадион профсоюзов Зрителей: 23 000 Судья: В. Пьяных (Донецк) |
| Ротор (Волгоград): Клеймёнов, Бурлаченко, Дикарев, Стогов, Калитвинцев (Осколков, 67), Червоный, Фёдоровский, Крушин (Полстянов, 48), Заздравных, Никитин, С. Сергеев. Спартак (Москва): Черчесов, Базулев, Кульков, Морозов, Поздняков, Градиленко, Перепаденко, Шалимов (Попович, 89), Шмаров, Карпин (Суслопаров, 85), Мостовой. |                   |           |                           |                                                                                    |

### Второй круг
| 26 июля 1990 13 тур | Спартак (Москва)           | 2:0 (1:0) | Днепр (Днепропетровск) | Москва                                                                                 |
| | Мостовой 30′ · Кульков 80′ | отчёт     |                        | Стадион: «Центральный» им. В. И. Ленина Зрителей: 30 000 Судья: В. Шароян (Октемберян) |
| Спартак (Москва): Черчесов, Базулев, Кульков, Морозов, Поздняков (Дзоблаев, 89), Суслопаров (Градиленко, 88), Перепаденко, Шалимов, Шмаров, Карпин, Мостовой. Днепр (Днепропетровск): Городов, Юдин, Геращенко, Сидельников, Тищенко, Кудрицкий, Багмут, Яровенко (Беженар, 53), Сон, А. Вал. Жидков (Коновалов, 67), Гудименко. |                            |           |                        |                                                                                        |

| 31 июля 1990 14 тур | Спартак (Москва)                        | 3:1 (1:0) | Черноморец (Одесса) | Москва                                                                             |
| 19:00 MSK | Мостовой 18′ · Шмаров 50′ · Кульков 65′ | отчёт     | 73′ Имреков         | Стадион: «Центральный» им. В. И. Ленина Зрителей: 30 000 Судья: П. Балиян (Ереван) |
| Спартак (Москва): Черчесов, Базулев, Кульков, Морозов, Поздняков, Суслопаров, Перепаденко (Дзоблаев, 85), Шалимов, Шмаров, Карпин (Градиленко, 88), Мостовой. Черноморец (Одесса): Гришко, С. Кузнецов, Шелепницкий (Пучков, 15), Ищак (к), Третьяк, Спицын, Цымбаларь, Ю. Никифоров (Королянчук, 60), О. Имреков, Кондратьев, Савельев. |                                         |           |                     |                                                                                    |

| 8 августа 1990 15 тур | Спартак (Москва) | 0:0 (0:0) | Шахтёр (Донецк) | Москва                                                                                   |
| |                  | отчёт     |                 | Стадион: «Центральный» им. В. И. Ленина Зрителей: 20 000 Судья: В. Медведцкий (Волжский) |
| Спартак (Москва): Черчесов, Базулев, Кульков, Морозов, Поздняков, Суслопаров (Дзоблаев, 50), Перепаденко (Тимошенко, 78), Шалимов, Шмаров, Карпин, Мостовой. Шахтёр (Донецк): Ковтун (Шиповский, 27), Драгунов, Сопко, Ященко, Евсеев, Леонов, Канчельскис, Кобозев, С. Щербаков, Онопко (Столовицкий, 44), Грачёв. |                  |           |                 |                                                                                          |

| 1 сентября 1990 16 тур | Динамо (Киев)                       | 3:1 (2:1) | Спартак (Москва)  | Киев                                                                      |
| 19:00 | Протасов 12′ (пен.), 59′ · Юран 44′ | отчёт     | 34′ (пен.) Шмаров | Стадион: «Республиканский» Зрителей: 52 000 Судья: В. Шароян (Октемберян) |
| Динамо (Киев): Чанов, Шматоваленко, Цвейба, О. Кузнецов, Демьяненко, Рац, Ковалец, Литовченко, Заец (Анненков, 77), Протасов, Юран. Спартак (Москва): Черчесов, Базулев, Кульков, Морозов, Поздняков, Суслопаров, Перепаденко, Шалимов, Шмаров, Карпин, Мостовой. |                                     |           |                   |                                                                           |

| 10 сентября 1990 17 тур | Динамо (Минск) | 0:1 (0:1) | Спартак (Москва) | Минск                                                        |
| |                | отчёт     | 30′ О. Иванов    | Стадион: «Динамо» Зрителей: 4 000 Судья: И. Гурман (Душанбе) |
| Динамо (Минск): Курбыко, Роднёнок, Лесун, Яхимович, Демидов, Зыгмантович, Антонович, Лукин (Сикорский, 66), Герасимец (Климович, 73), Гуринович, Мархель. Спартак (Москва): Черчесов, Базулев, Хлестов, Градиленко, Поздняков, Суслопаров, Перепаденко, О. Иванов, Тимошенко (Абдураимов, 73), Карпин (Ан. Иванов, 69), Попов (Секинаев, 88). |                |           |                  |                                                              |

| 15 сентября 1990 18 тур | Торпедо (Москва) | 1:0 (0:0) | Спартак (Москва) | Москва                                                       |
| 18:00 MSK | Тишков 89′       | отчёт     |                  | Стадион: «Торпедо» Зрителей: 9 600 Судья: А. Спирин (Москва) |
| Торпедо (Москва): Сарычев, Полукаров, Калайчев, Жуков, Роговской, Шустиков, Г. Гришин (Гицелов, 55), Тишков, Н. Савичев, Ширинбеков, Агашков. Спартак (Москва): Черчесов, Базулев, Кульков, О. Иванов (Попович, 78), Поздняков (Градиленко, 60), Суслопаров, Перепаденко, Шалимов, Шмаров, Карпин, Мостовой. |                  |           |                  |                                                              |

| 24 сентября 1990 19 тур | Спартак (Москва) | 0:0 (0:0) | Ротор (Волгоград) | Москва                                                                               |
| |                  | отчёт     |                   | Стадион: «Центральный» им. В. И. Ленина Зрителей: 6 000 Судья: П. Кобичик (Черновцы) |
| Спартак (Москва): Черчесов, Базулев, Кульков, Попов, Поздняков, Карпин, Перепаденко, Шалимов, Шмаров, Попович (Абдураимов, 69), Мостовой. Ротор (Волгоград): Целовельников, Бурлаченко, Дикарев, Стогов, Тройнин (Калитвинцев, 85), Фёдоровский, Большаков, Червоный, Полстянов, Никитин, С. Сергеев. |                  |           |                   |                                                                                      |

| 28 сентября 1990 20 тур | Спартак (Москва)                                | 4:0 (3:0) | Арарат (Ереван) | Москва                                                                                 |
| | О. Иванов 11′ · Шалимов 25′, 45′ · Мостовой 66′ | отчёт     |                 | Стадион: «Центральный» им. В. И. Ленина Зрителей: 5 000 Судья: В. Чехоев (Владикавказ) |
| Спартак (Москва): Черчесов, Базулев, Кульков, Попов, Поздняков, Карпин (Бушманов, 70), Перепаденко, Шалимов (Мостовой, 46), Шмаров, Имреков, О. Иванов. Арарат (Ереван): Подшивалов, Сукиасян, В. Хачатрян, А. Хачатрян, Оганесян, Осипян (С. Акопян, 70), Камалян (Агасян, 74), Меликян, А. Акопян, Карапетян, Маркосян. |                                                 |           |                 |                                                                                        |

| 30 сентября 1990 21 тур | Динамо (Москва)   | 1:1 (0:0) | Спартак (Москва)   | Москва                                                         |
| 18:00 MSK | Добровольский 47′ | отчёт     | 82′ (пен.) Шалимов | Стадион: «Динамо» Зрителей: 20 000 Судья: Ю. Савченко (Москва) |
| Динамо (Москва): Уваров (к), Смертин, Скляров, Мох, Чернышов, Кобелев, Середа, С. Деркач, Колыванов, Добровольский, Кирьяков (Пилипчук, 66). Спартак (Москва): Черчесов, Базулев, Кульков, Попов, Поздняков, Карпин, Перепаденко (Имреков, 55), Шалимов, Шмаров (к), О. Иванов (Попович, 83), Мостовой. |                   |           |                    |                                                                |

| 7 октября 1990 22 тур | Металлист (Харьков) | 0:1 (0:1) | Спартак (Москва) | Харьков                                                          |
| |                     | отчёт     | 38′ Шмаров       | Стадион: «Металлист» Зрителей: 17 500 Судья: И. Гурман (Душанбе) |
| Металлист (Харьков): Кутепов, Яловский, Пец, Сусло, Панчишин, Деревинский (Ал. Иванов, 56), Хамуха, Ралюченко (Щербак, 60), Есипов, Призетко, Медвидь. Спартак (Москва): Черчесов, Базулев, Кульков, Попов, Поздняков, Карпин (Имреков, 74), Перепаденко, Шалимов, Шмаров, Мостовой, О. Иванов (Хлестов, 88). |                     |           |                  |                                                                  |

| 13 октября 1990 23 тур | Памир (Душанбе)                                                     | 5:1 (4:0) | Спартак (Москва)  | Душанбе                                                                              |
| | Мухамадиев 6′ (пен.), 30′ · Мухадов 25′ · Бозоров 33′ · Забиров 88′ | отчёт     | 90′ (пен.) Шмаров | Стадион: «Республиканский» имени М. В. Фрунзе Зрителей: 15 000 Судья: В. Жук (Минск) |
| Памир (Душанбе): Мананников, Фузайлов, Воловоденко, Рафиков, Мамаджанов, Постнов, Мухадов (Манасян 83), Батуренко, Бозоров (Мандреко 85), Забиров, Мухамадиев. Спартак (Москва): Черчесов, Базулев, Кульков (к), Попов, Поздняков, Имреков (Хлестов 63), Перепаденко, Шалимов, Шмаров, Мостовой, О. Иванов (Абдураимов 63). |                                                                     |           |                   |                                                                                      |

| 20 октября 1990 24 тур | ЦСКА (Москва)                      | 2:1 (1:0) | Спартак (Москва) | Москва                                                                              |
| | Фокин 43′ · Д. Кузнецов 78′ (пен.) | отчёт     | 55′ Мостовой     | Стадион: «Центральный» им. В. И. Ленина Зрителей: 40 000 Судья: В. Бутенко (Москва) |
| ЦСКА (Москва): М. Ерёмин, Д. Кузнецов, Колотовкин, Быстров, Фокин, Колесников, Корнеев (Дмитриев, 73), Брошин, Галямин, Татарчук, Масалитин (О. Сергеев, 69). Спартак (Москва): Черчесов, Базулев, Кульков, Попов, Градиленко (Бушманов, 58), Карпин, Перепаденко, Шалимов, Шмаров, Мостовой, Имреков (О. Иванов, 53). |                                    |           |                  |                                                                                     |

## Кубок СССР 1990/91
- Учитываются матчи сыгранные только в 1990 году. О матчах сыгранных в 1991 году см. ФК «Спартак» Москва в сезоне 1991.

### 1/16 финала
| 22 мая 1990 первый матч | Даугава (Рига)   | 2:0 (1:0) | Спартак (Москва) | Рига                                                          |
| | Артёмов 33′, 60′ | отчёт     |                  | Стадион: «СКА» Зрителей: 5 000 Судья: Н. Левников (Ленинград) |
| Даугава (Рига): Катамадзе, Теплов, Алексеенко, Ю. Иванов, Шевляков, Попов, Артёмов, Емельянов, Терещенко, Жегалкин, Друпасс. Спартак (Москва): Кондратьев, Секинаев, Б. Кузнецов, Градиленко, Шибаев, Попелнуха, Попович, Митин (Новиков, 54), А. Иванов, Сёмин, Кужлев (Чудин, 46). |                  |           |                  |                                                               |

| 21 июля 1990 ответный матч | Спартак (Москва)                                     | 5:0 (3:0) | Даугава (Рига) | Москва                                                                               |
| | Мостовой 6′, 25′, 60′ · Суслопаров 29′ · Шалимов 59′ | отчёт     |                | Стадион: «Центральный им. В. И. Ленина» Зрителей: 5 000 Судья: А. Кулаков (Алма-Ата) |
| Спартак (Москва): С. Черчесов, С. Базулев, В. Кульков, Г. Морозов (Д. Градиленко, 46), Б. Поздняков (О. Иванов, 80), Ю. Суслопаров (Д. Попов, 65), Г. Перепаденко, И. Шалимов, В. Шмаров, В. Карпин, А. Мостовой. Даугава (Рига): И. Катамадзе, В. Теплов, О. Алексеенко, С. Семёнов, Ю. Шевляков, Г. Гилис, Р. Буткус (А. Терещенко, 46), С. Емельянов, А. Лапса, А. Жегалкин, А. Друпас (В. Споле, 74). |                                                      |           |                |                                                                                      |

### 1/8 финала
| 13 ноября 1990 первый матч | Динамо (Москва) | 1:1 (1:0) | Спартак (Москва)    | Москва                                                       |
| 19:00 MSK | Колыванов 44′   | отчёт     | 57′ (пен.) Мостовой | Стадион: ФЛК ЦСКА Зрителей: 3 500 Судья: А. Маляров (Москва) |
| Динамо (Москва): Уваров, Лосев (к), Скляров, Мох, Чернышов, Кобелев, Середа, Смертин, Колыванов, Добровольский (Пилипчук, 82), Захаров. Спартак (Москва): Черчесов, Базулев (к), Кульков, Попов, Поздняков, Градиленко, О. Иванов, Имреков, Шмаров, Мостовой, Карпин. |                 |           |                     |                                                              |

| 17 ноября 1990 ответный матч | Спартак (Москва)             | 2:1 (2:1) | Динамо (Москва) | Москва                                                        |
| 19:00 MSK | Мостовой 11′ · Поздняков 45′ | отчёт     | 25′ Кобелев     | Стадион: ФЛК ЦСКА Зрителей: 4 000 Судья: А. Кириллов (Москва) |
| Спартак (Москва): Черчесов, Базулев (к), Кульков, Попов, Поздняков, Градиленко, Карпин, Шалимов, Шмаров, Мостовой, О. Иванов. Динамо (Москва): Уваров, Лосев (к), Скляров (Пилипчук, 84), Мох, Смертин, Кобелев, Середа (Симутенков, 80), Захаров (Жиров, 5), Колыванов, Процюк, Кирьяков. |                              |           |                 |                                                               |

## Кубок европейских чемпионов 1990/91
- Учитываются матчи сыгранные только в 1990 году. О матчах сыгранных в 1991 году см. ФК «Спартак» Москва в сезоне 1991.

### 1/16 финала
| 19 сентября 1990 первый матч | Спарта (Прага) | 0:2 (0:1) | Спартак (Москва)         | Прага                                                   |
| 17:00 |                | отчёт     | 26′ Шалимов · 58′ Шмаров | Стадион: «Летна» Зрителей: 7 742 Судья: Серж Мументалер |
| Спарта (Прага): 1. Ян Стейскал, 2. Юлиус Биелик, 3. Мирослав Млейнек (к), 4. Тимоти Мвитва, 5. Стивен Триттшах (16. Хорст Зигль, 46), 6. Михал Билек, 7 Петер Врабец, 8. Иржи Новотны, 9. Роман Куклета, 10. Павел Черны (15. Петр Поданы, 77), 11. Иржи Немец. Запасные: 12. Алеш Бажант, 14. Витезслав Лавичка. 22. Милан Сова (в). Гл. тренер — Вацлав Ежек. Спартак (Москва): 1. Станислав Черчесов, 2. Сергей Базулев, 3. Василий Кульков, 4. Дмитрий Попов, 5. Борис Поздняков, 6. Валерий Карпин, 7. Геннадий Перепаденко (15. Дмитрий Градиленко, 83), 8. Игорь Шалимов, 9. Валерий Шмаров (к), 10. Валерий Попович (13. Евгений Бушманов, 65), 11. Александр Мостовой. Запасные: 12. Юрий Суслопаров, 14. Олег Иванов, 16. Виктор Дербунов (в). Гл. тренер — Олег Романцев. |                |           |                          |                                                         |

| 3 октября 1990 ответный матч | Спартак (Москва)                | 2:0 (1:0) | Спарта (Прага) | Москва                                                                         |
| 19:05 MSK | Перепаденко 33′ · О. Иванов 49′ | отчёт     |                | Стадион: «Центральный» имени В. И. Ленина Зрителей: 19 000 Судья: Клаус Пешель |
| Спартак (Москва): 1. Станислав Черчесов, 2. Сергей Базулев, 3. Василий Кульков, 4. Дмитрий Попов, 5. Борис Поздняков, 6. Валерий Карпин, 7. Геннадий Перепаденко, 8. Игорь Шалимов, 9. Валерий Шмаров (к), 10. Александр Мостовой, 11. Олег Иванов. Запасные: 12. Дмитрий Градиленко, 13. Евгений Бушманов, 14. Валерий Попович, 15. Дмитрий Хлестов, 16. Виктор Дебунов (в). Гл. тренер — Олег Романцев. Спарта (Прага): 1. Ян Стейскал (22. Милан Сова, 46), 2. Юлиус Биелик (15. Тимоти Мвитва, 51), 3. Мирослав Млейнек (к), 4. Томаш Матейчек, 5. Михал Билек, 6. Стивен Триттшах, 7. Рудольф Матта, 8. Иржи Новотны, 9. Павел Черны, 10. Роман Куклета, 11. Алеш Бажант. Запасные: 12. Пётер Поданы, 14. Витезслав Лавичка, 16. Хорст Зигль. Гл. тренер — Вацлав Ежек. |                                 |           |                |                                                                                |

### 1/8 финала
| 24 октября 1990 первый матч | Наполи (Неаполь) | 0:0 (0:0) | Спартак (Москва) | Неаполь                                                     |
| 20:30 |                  | отчёт     |                  | Стадион: «Сан-Паоло» Зрителей: 46 063 Судья: Арон Шмидхубер |
| Наполи (Неаполь): 1. Джованни Галли, 2. Чиро Феррара, 3. Джованни Франчини, 4. Массимо Криппа (15. Массимо Мауро, 71), 5. Марко Барони, 6. Рикардо Рожерио ди Брито, 7. Джорджио Вентурин, 8. Фернандо Ди Наполи, 9. Андреа Силенци, 10. Диего Армандо МАРАДОНА (к), 11. Джузеппе Инкоччати (16. Джанфранко Дзола, 79). Запасные: 12. Джузеппе Тальялатела (в), 13. Джанкарло Коррадини, 14. Иван Риццарди. Гл. тренер — Альбертино Бигон. Спартак (Москва): 1. Станислав Черчесов, 2. Сергей Базулев, 3. Василий Кульков, 4. Дмитрий Попов, 5. Борис Поздняков, 6. Валерий Карпин, 7. Геннадий Перепаденко, 8. Игорь Шалимов, 9. Валерий Шмаров (к), 10. Александр Мостовой, 11. Дмитрий Градиленко. Запасные: 12. Евгений Бушманов, 13. Дмитрий Хлестов, 14. Олег Иванов, 15. Валерий Попович, 16. Виктор Дербунов (в). Гл. тренер — Олег Романцев. |                  |           |                  |                                                             |

| 7 ноября 1990 ответный матч | Спартак (Москва) | 0:0 (доп. вр.) (5:3 пен.)           | Наполи (Неаполь) | Москва                                                                         |
| 15:00 MSK |                  | отчёт                               |                  | Стадион: «Центральный» имени В. И. Ленина Зрителей: 86 000 Судья: Мишель Жирар |
| | Пенальти         |                                     |                  |                                                                                |
| Карпин · Шалимов · Шмаров · Кульков · Мостовой |                  | Феррара · Мауро · Барони · Марадона |                  |                                                                                |
| Спартак (Москва): 1. Станислав Черчесов, 2. Сергей Базулев, 3. Василий Кульков, 4. Дмитрий Попов, 5. Борис Поздняков, 6. Валерий Карпин, 7. Геннадий Перепаденко, 8. Игорь Шалимов, 9. Валерий Шмаров (к), 10. Александр Мостовой, 11. Дмитрий Градиленко. Запасные: 12. Евгений Бушманов, 13. Дмитрий Хлестов, 14. Олег Иванов, 15. Андрей Иванов, 16. Виктор Дербунов (в). Гл. тренер — Олег Романцев. Наполи (Неаполь): 1. Джованни Галли, 2. Чиро Феррара (к), 3. Джованни Франчини, 4. Массимо Криппа, 5. Рикардо Рожерио ди Брито, 6. Марко Барони, 7. Джанкарло Коррадини, 8. Фернандо Ди Наполи, 9. Массимо Мауро, 10. Джанфранко Дзола (16. Диего Армандо МАРАДОНА, 65), 11. Джузеппе Инкоччати. Запасные: 12. Джузеппе Тальялатела (в), 13. Иван Риццарди, 14. Джорджио Вентурин, 15. Андреа Силенци. Гл. тренер — Альбертино Бигон. |                  |                                     |                  |                                                                                |

## Чемпионат СССР 1990 (дублирующие составы)

### Первый круг
| 4 марта 1990 1 тур | Арарат-Д (Ереван) | 1:1 | Спартак-Д (Москва) |  |

| 15 марта 1990 2 тур | Спартак-Д (Москва) | 1:0 | ЦСКА-Д (Москва) |  |

| 23 марта 1990 3 тур | Спартак-Д (Москва) | 1:0 | Памир-Д (Душанбе) |  |

| 30 марта 1990 4 тур | Днепр-Д (Днепропетровск) | 3:2 | Спартак-Д (Москва) |  |

| 4 апреля 1990 5 тур | Черноморец-Д (Одесса) | 1:1 | Спартак-Д (Москва) |  |

| 9 апреля 1990 6 тур | Спартак-Д (Москва) | 1:3 | Динамо-Д (Москва) |  |

| 20 апреля 1990 7 тур | Спартак-Д (Москва) | 6:2 | Металлист-Д (Харьков) |  |

| 28 апреля 1990 8 тур | Шахтёр-Д (Донецк) | 0:1 | Спартак-Д (Москва) |  |

| 5 мая 1990 9 тур | Спартак-Д (Москва) | 1:1 | Динамо-Д (Киев) |  |

| 10 мая 1990 10 тур | Спартак-Д (Москва) | 4:1 | Динамо-Д (Минск) |  |

| 11 июля 1990 11 тур | Спартак-Д (Москва) | 0:1 | Торпедо-Д (Москва) |  |

| 15 июля 1990 12 тур | Ротор-Д (Волгоград) | 0:0 | Спартак-Д (Москва) |  |

### Второй круг
| 25 июля 1990 13 тур | Спартак-Д (Москва) | 0:1 | Днепр-Д (Днепропетровск) |  |

| 30 июля 1990 14 тур | Спартак-Д (Москва) | 2:1 | Черноморец-Д (Одесса) |  |

| 7 августа 1990 15 тур | Спартак-Д (Москва) | 4:2 | Шахтёр-Д (Донецк) |  |

| 31 августа 1990 16 тур | Динамо-Д (Киев) | 1:0 | Спартак-Д (Москва) |  |

| 9 сентября 1990 17 тур | Динамо-Д (Минск) | 4:2 | Спартак-Д (Москва) |  |

| 14 сентября 1990 18 тур | Торпедо-Д (Москва) | 1:4 | Спартак-Д (Москва) |  |

| 23 сентября 1990 19 тур | Спартак-Д (Москва) | 6:1 | Ротор-Д (Волгоград) |  |

| 27 сентября 1990 20 тур | Спартак-Д (Москва) | 3:0 | Арарат-Д (Ереван) |  |

| 29 сентября 1990 21 тур | Динамо-Д (Москва) | 0:1 | Спартак-Д (Москва) |  |

| 6 октября 1990 22 тур | Металлист-Д (Харьков) | 0:3 | Спартак-Д (Москва) |  |

| 12 октября 1990 23 тур | Памир-Д (Душанбе) | 2:2 | Спартак-Д (Москва) |  |

| 19 октября 1990 24 тур | ЦСКА-Д (Москва) | 3:5 | Спартак-Д (Москва) |  |

## IX Mobel Pfister Cup
- Регламент турнира: площадка — 58×28 м; 5 на 5, два тайма по 12 минут, финал — два тайма по 20 минут.

| 1 января 1990 1 тур | Цюрих | 2:5 | Спартак (Москва) |  |

| 1 января 1990 2 тур | Спартак (Москва) | 0:1 | Динамо (Загреб) |  |

| 1 января 1990 3 тур | Люцерн | 0:8 | Спартак (Москва) |  |

| 2 января 1990 4 тур | Веттинген | 2:3 | Спартак (Москва) |  |

| 2 января 1990 5 тур | Спартак (Москва) | 5:3 | Вердер (Бремен) |  |

| 2 января 1990 Финал | Спартак (Москва) | 4:2 | Динамо (Загреб) |  |

## VIII RTL-Plus Cup
- Регламент турнира: 5 на 5, два тайма по 8 минут, финал — два тайма по 10 минут.

| 7 января 1990 1 тур | Фортуна (Дюссельдорф) | 1:4 | Спартак (Москва) |  |

| 7 января 1990 2 тур | Байер-04 (Леверкузен) | 3:5 | Спартак (Москва) |  |

| 7 января 1990 1/2 финала | Кёльн | 1:4 | Спартак (Москва) |  |

| 7 января 1990 Финал | Байер-04 (Леверкузен) | 4:7 | Спартак (Москва) |  |

## V MITA Cup
- Регламент турнира: площадка — 42×28 м; 5 на 5, два тайма по 14 минут.

| 13 января 1990 1 тур | Лозанна-Спортс (Лозанна) | 1:10 | Спартак (Москва) |  |

| 13 января 1990 2 тур | Спартак (Москва) | 4:1 | Боруссия (Мёнхенгладбах) |  |

| 13 января 1990 3 тур | Аарау | 3:3 | Спартак (Москва) |  |

| 13 января 1990 4 тур | Спартак (Москва) | 3:2 | Вележ (Мостар) |  |

| 14 января 1990 5 тур | Люцерн | 6:2 | Спартак (Москва) |  |

| 14 января 1990 1/2 финала | Люцерн | 1:8 | Спартак (Москва) |  |

| 14 января 1990 Финал | Аарау | 3:4 | Спартак (Москва) |  |

## Marlboro Cup
| 27 января 1990 1/2 финала | Спартак (Москва) | 0:1 | Спарта (Прага) |  |

| 30 января 1990 Матч за 3-е место | Сб. Футбольной ассоциации Гонконга | 1:4 | Спартак (Москва) |  |

## XXV trofeo Joan Gamper
| 21 августа 1990 1/2 финала | Барселона | 1:0 | Спартак (Москва) |  |

| 22 августа 1990 Матч за 3-е место | ПСВ (Эйндховен) | 2:1 | Спартак (Москва) |  |

## Ciudad de Vigo
| 24 августа 1990 1 тур | Севилья | 2:5 | Спартак (Москва) |  |

| 26 августа 1990 2 тур | Сельта (Виго) | 1:1 | Спартак (Москва) |  |

## IV LIVA Cup
- Регламент турнира: два тайма по 12 минут, финал — два тайма по 15 минут.

| 16 декабря 1990 1 тур | СК ФЁЕСТ (Линц) | 1:2 | Спартак (Москва) |  |

| 16 декабря 1990 2 тур | ЛАСК (Линц) | 2:7 | Спартак (Москва) |  |

| 17 декабря 1990 3 тур | ЛАСК (Линц) | 4:5 | Спартак (Москва) |  |

| 17 декабря 1990 4 тур | СК ФЁЕСТ (Линц) | 1:2 | Спартак (Москва) |  |

| 18 декабря 1990 1/2 финала | Спартак (Москва) | 2:0 | Фейеноорд (Роттердам) |  |

| 18 декабря 1990 Финал | Спартак (Москва) | 9:4 | Байер-04 (Леверкузен) |  |

## Товарищеские матчи

### Основной состав
| 22 января 1990 | Спартак (Москва) | 1:0 | Ред Стар (Париж) |  |

| 8 февраля 1990 | Спартак (Москва) | 8:1 | СКА (Одесса) |  |

| 10 февраля 1990 | Спартак (Москва) | 7:2 | Торпедо (Рязань) |  |

| 14 февраля 1990 | Спартак (Москва) | 3:2 | Красная Пресня (Москва) |  |

| 21 февраля 1990 | Спартак (Москва) | 9:2 | Зоркий (Красногорск) |  |

| 1 марта 1990 | Спартак (Москва) | 10:0 | Ока (Коломна) |  |

| Март 1990 | Спартак (Москва) | 1:0 | Сатурн (Раменское) |  |

| 17 мая 1990 | Сб. Южной Кореи | 0:1 | Спартак (Москва) |  |

| 20 мая 1990 | Сб. Южной Кореи | 1:3 | Спартак (Москва) |  |

| 9 июня 1990 | Спартак (Москва) | 11:1 | Минерул (Гура-Хуморулуй) |  |

| 17 июня 1990 | Торгмаш (Люберцы) | 1:4 | Спартак (Москва) |  |

| 22 июня 1990 | Спартак (Москва) | 6:0 | Сб. железнодорожников Голландии |  |

| 24 июня 1990 | Спартак (Москва) | 4:3 | Сб. актёров театра и кино |  |

| 27 июня 1990 | Осер | 0:2 | Спартак (Москва) |  |

| 29 июня 1990 | Нанси | 1:3 | Спартак (Москва) |  |

| 2 июля 1990 | Шомон | 2:2 | Спартак (Москва) |  |

| 6 июля 1990 | Ревен | 0:7 | Спартак (Москва) |  |

| 8 июля 1990 | Сен-Кантен | 0:2 | Спартак (Москва) |  |

| 3 августа 1990 | Спартак (Москва) | 14:0 | Аль-Шариф (Шарджа) |  |

| 13 августа 1990 | Равенна | 1:2 | Спартак (Москва) |  |

| 17 августа 1990 | Мадонна (Мадонна-ди-Кампильо) | 0:13 | Спартак (Москва) |  |

| 19 августа 1990 | Эллас Верона (Верона) | 1:1 | Спартак (Москва) |  |

| 27 октября 1990 | Сб. США | 1:0 | Спартак (Москва) |  |

| 30 октября 1990 «Camel» Cup | Атлетико Морелия (Морелия) | 1:2 | Спартак (Москва) |  |

| 31 октября 1990 | Атлетико (Морелия) | 1:0 | Спартак (Москва) |  |

| 28 декабря 1990 | Спартак (Москва) | 4:1 | Сб. СССР-юношеская |  |

### Дублирующий состав
| 5 января 1990 | Спартак-Д (Москва) | 4:0 | Торпедо-Д (Москва) |  |

| 9 января 1990 | Спартак-Д (Москва) | 10:2 | Сб. СССР-юношеская (1974 г. р.) |  |

| 13 января 1990 | Спартак-Д (Москва) | 4:0 | Торпедо (Рязань) |  |

| 16 января 1990 | Спартак-Д (Москва) | 6:0 | Сатурн (Раменское) |  |

| 27 января 1990 | Спартак-Д (Москва) | 1:1 | Торпедо-Д (Москва) |  |

| 31 января 1990 | Спартак-Д (Москва) | 1:1 | Динамо-Д (Москва) |  |

| 7 февраля 1990 | Спартак-Д (Москва) | 4:2 | Знамя Труда (Орехово-Зуево) |  |

| 15 февраля 1990 | Спартак-Д (Москва) | 4:0 | СК ЭШВСМ (Москва) |  |

| 24 февраля 1990 | Спартак-Д (Москва) | 2:1 | Красная Пресня (Москва) |  |

| 19 мая 1990 | Спартак-Д (Москва) | 4:1 | Торгмаш (Люберцы) |  |

| 24 июня 1990 | Спартак-Д (Москва) | 2:1 | Сб. СССР-юношеская (1971 г. р.) |  |

| До 5 июля 1990 | Стройпластмасс (Мытищи) | 0:5 | Спартак-Д (Москва) |  |

### Коммерческая команда
В 1990 году при клубе была создана коммерческая команда, которая проводила товарищеские матчи с целью зарабатывания средств для существования клуба. Часто в ней играли как игроки дублирующего состава, так и основного.
| 27 февраля 1990 | Спартак (Андижан) | –:– | Спартак-ком. (Москва) |  |

| 11 марта 1990 | Тирас (Тирасполь) | 2:1 | Спартак-ком. (Москва) |  |

| 25 марта 1990 | Судостроитель (Николаев) | 1:0 | Спартак-ком. (Москва) |  |

| 26 марта 1990 | Звезда (Кировоград) | 1:0 | Спартак-ком. (Москва) |  |

| 27 марта 1990 | Кривбасс (Кривой Рог) | 1:0 | Спартак-ком. (Москва) |  |

| 7 апреля 1990 | Днест (Залещики) | 1:2 | Спартак-ком. (Москва) |  |

| 23 апреля 1990 | Волынь (Луцк) | 3:1 | Спартак-ком. (Москва) |  |

| 12 мая 1990 | Спартак-ком. (Москва) | 4:2 | Геолог (Тюмень) |  |

| 1 июня 1990 | Збройовка (Брно) | 3:0 | Спартак-ком. (Москва) |  |

| 3 июня 1990 | Сигма (Оломоуц) | 2:2 | Спартак-ком. (Москва) |  |

| 5 июня 1990 | ДАЦ (Дунайска Стреда) | 3:0 | Спартак-ком. (Москва) |  |

| 3 июля 1990 | Прогресс (Зеленодольск) | 1:1 | Спартак-ком. (Москва) |  |

| 4 июля 1990 | Дружба (Йошкар-Ола) | 1:1 | Спартак-ком. (Москва) |  |

| 5 июля 1990 | Сталь (Чебоксары) | 1:3 | Спартак-ком. (Москва) |  |

| 15 июля 1990 | Горняк (Качканар) | 2:4 | Спартак-ком. (Москва) |  |

| 27 июля 1990 | КАМАЗ (Набережные Челны) | 1:1 | Спартак-ком. (Москва) |  |

| 2 августа 1990 | Лада (Тольятти) | 5:1 | Спартак-ком. (Москва) |  |

| 9 августа 1990 | Спартак (Ковылкино) | 1:1 | Спартак-ком. (Москва) |  |

| 10 августа 1990 | Светотехника (Саранск) | 6:3 | Спартак-ком. (Москва) |  |

| 23 августа 1990 | Волга (Тверь) | 4:0 | Спартак-ком. (Москва) |  |

| 6 сентября 1990 | Заря (Калуга) | 0:1 | Спартак-ком. (Москва) |  |

| До 20 сентября 1990 | Химик (Ефремов) | –:– | Спартак-ком. (Москва) |  |

| 20 сентября 1990 | АПК (Азов) | 3:2 | Спартак-ком. (Москва) |  |

## Статистика

### «Сухие» матчи
Включает в себя все официальные игры. Список отсортирован по итоговому результату.
| Поз. | Нац.      | Номер | Имя                | Чемпионат | Кубок | Еврокубки | Итого |
| ---- | --------- | ----- | ------------------ | --------- | ----- | --------- | ----- |
| 1    | Флаг СССР | ?     | Станислав Черчесов | 11        | 1     | 4         | 16    |
| 2    | Флаг СССР | ?     | Михаил Кондратьев  | 0         | 0     | 0         | 0     |
|      |           |       | ВСЕГО              | 11        | 1     | 4         | 16    |

## Достижения

### Командные
| Турнир                                    | Достижение                         |
| ----------------------------------------- | ---------------------------------- |
| Чемпионат СССР 1990 (Дублирующие составы) | Бронзовые призёр (7-й раз)         |
| Marlboro Cup 1990                         | Победитель (1-й раз)               |
| Ciudad de Vigo 1990                       | Победитель (1-й раз)               |
| Mobel Pfister Cup 1990                    | Победитель (1-й раз)               |
| RTL-Plus Cup 1990                         | Победитель (1-й раз)               |
| MITA Cup 1990                             | Победитель (1-й раз)               |
| LIVA Cup 1990                             | Победитель (1-й раз)               |
| Другое                                    | Приз «Справедливой игры» (3-й раз) |

### Индивидуальные
| Нац.      | Номер | Игрок                | Достижение                              |
| --------- | ----- | -------------------- | --------------------------------------- |
| Флаг СССР | ?     | Валерий Шмаров       | Лучший бомбардир чемпионата             |
| Флаг СССР | ?     | Станислав Черчесов   | Приз «Вратарь года» имени Льва Яшина    |
| Флаг СССР | ?     | Александр Мостовой   | Приз «за самый красивый гол сезона»     |
| Флаг СССР | ?     | Борис Поздняков      | № 1 в списке 33 лучших футболистов СССР |
| Флаг СССР | ?     | Василий Кульков      | № 1 в списке 33 лучших футболистов СССР |
| Флаг СССР | ?     | Игорь Шалимов        | № 1 в списке 33 лучших футболистов СССР |
| Флаг СССР | ?     | Александр Мостовой   | № 1 в списке 33 лучших футболистов СССР |
| Флаг СССР | ?     | Станислав Черчесов   | № 2 в списке 33 лучших футболистов СССР |
| Флаг СССР | ?     | Геннадий Перепаденко | № 2 в списке 33 лучших футболистов СССР |
| Флаг СССР | ?     | Валерий Шмаров       | № 3 в списке 33 лучших футболистов СССР |